# St. Johannes der Täufer (Pakruojis)

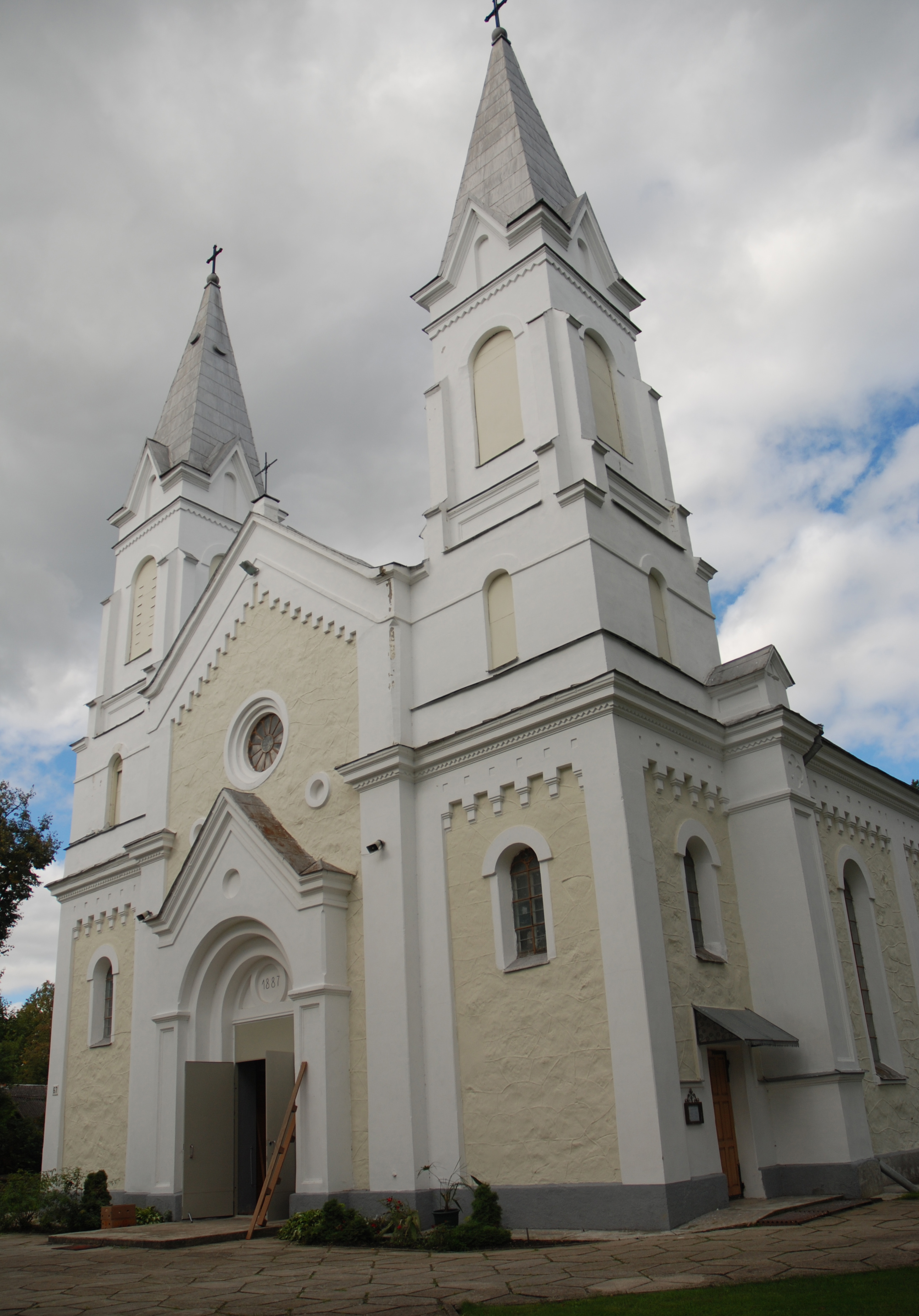
Ansicht von Westen

St. Johannes der Täufer ist eine katholische Kirche in Pakruojis in Litauen am rechten Ufer der Kruoja. 

## Geschichte
1613 oder 1630 wurde die erste Kirche gebaut. Jonas Zabiela, Inhaber des Gutshofs Pakruojis, ließ 1750 die zuvor abgebrannte Kirche wiedererrichten. Im 19. Jahrhundert gab es eine Pfarrschule. 1890 wurde eine neue Kirche von Bischof Mečislovas Paliulionis geweiht.
Während der Bodenreform 1922 bekam die Kirche 8 Hektar Land. 
Von 1933 bis 1950 war der Schriftsteller Mikalojus Šeižys-Dagilėlis (1874–1950) als Pfarrer tätig.